# Sphenophryne stenodactyla
Sphenophryne stenodactyla es una especie de anfibio anuro de la familia Microhylidae. Es endémica de las cordillera central de Papúa Nueva Guinea en las provincias de Tierras Altas Occidentales, Simbu y Tierras Altas Orientales. Es una rana terrestre que habita en pastizales alpinos mezclados con helechos arbóreas en altitudes entre los 2490 y 4000 metros. Se cree que se reproduce por desarrollo directo.